# Geojedo
Geojedo är en ö i Sydkorea. Den ligger i provinsen Södra Gyeongsang, i den södra delen av landet. Arean är 391 kvadratkilometer.
Terrängen på Geojedo är lite kuperad. Öns högsta punkt är 576 meter över havet. Den sträcker sig 37,9 kilometer i nord-sydlig riktning, och 25,6 kilometer i öst-västlig riktning.
Ön utgör merparten av stadskommunen Geoje.